# ゴレニャ・ヴァス＝ポリャネ
ゴレニャ・ヴァス＝ポリャネ(Gorenja vas-Poljane）はスロベニアの市。
ポリャネにはペラント Pölland というドイツ語名があるが、ゴレニャ・ヴァスにはドイツ語名は無い。